# Međa (Žitište)
Pour les articles homonymes, voir Međa.

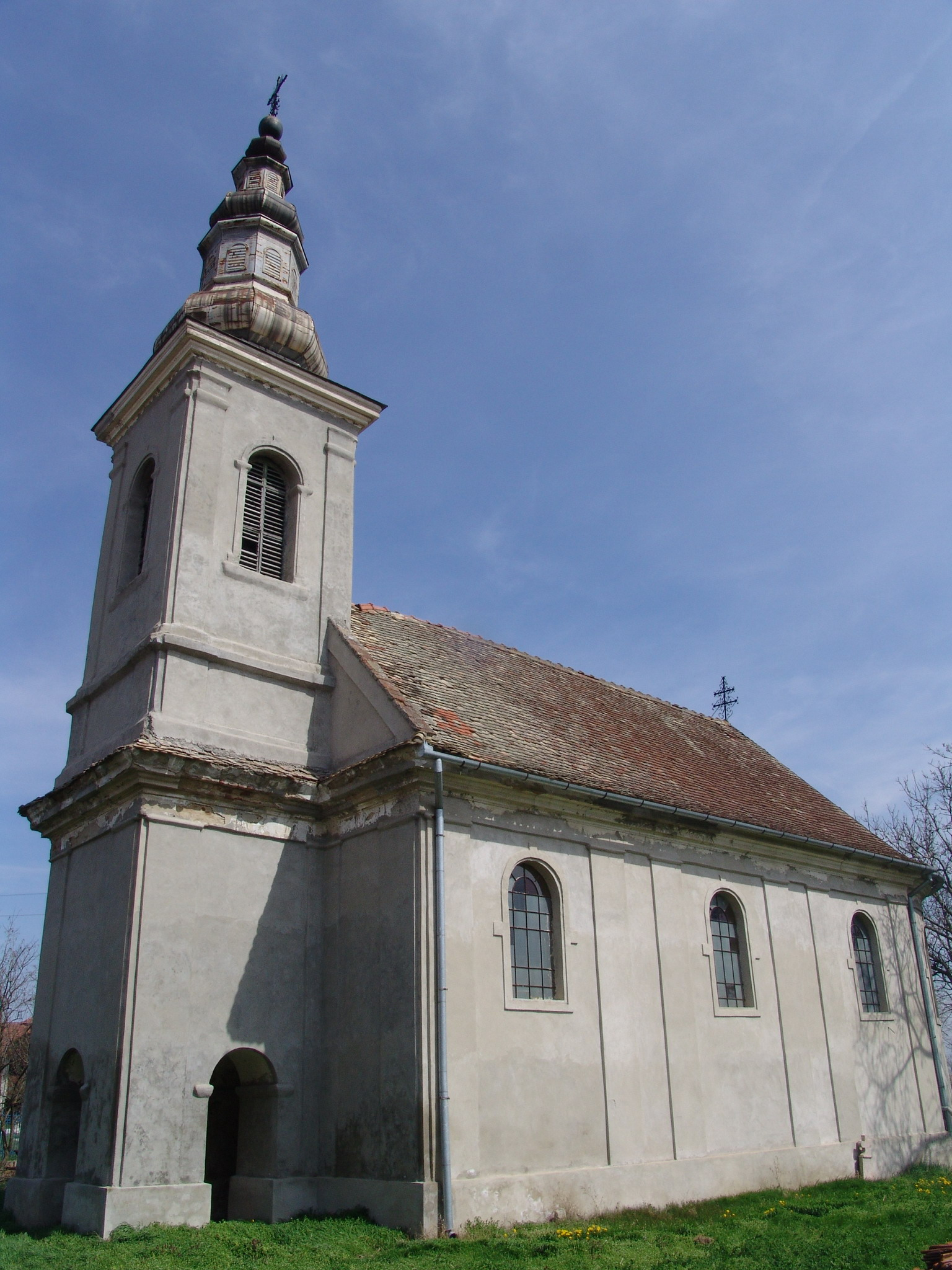
L'église Saint-Michel de Međa.

Međa (en serbe cyrillique : Међа ; en allemand : Pardan ; en hongrois : Párdány ; en roumain : Meda) est un village de Serbie situé dans la province autonome de Voïvodine. Elle fait partie de la municipalité de Žitište dans le district du Banat central. Au recensement de 2011, il comptait 831 habitants.

## Histoire
La localité est mentionnée pour la première fois en 1247. Sous la domination ottomane (entre 1660 et 1666), Pardanj était habité par des Serbes, et, en 1753, elle est évoquée comme une localité serbe. À l'origine deux villages portaient le nom de Pardanj, un Pardanj serbe et un Pardanj slovaque. Les anciens habitants slovaques quittèrent le village, se magyarisèrent ou se germanisèrent. 
Au milieu du XVIIIe siècle, des populations germaniques et hongroises s'y installèrent, surtout dans le village slovaque. De ce fait, le village s'appela le Pardanj allemand et le Pardanj hongrois. Le village serbe et le village slovaque-allemand-hongrois furent réunis en 1907. 

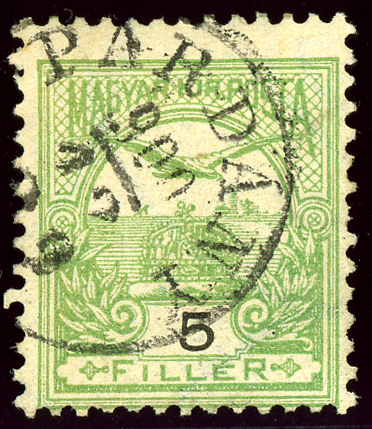
PÁRDÁNY (nom hongrois) dans le royaume de Hongrie en 1900

Après la Première Guerre mondiale, le traité de Versailles, signé en 1919, attribua Pardanj à la Roumanie. Le village resta roumain jusqu'en 1924, puis fut rattaché au royaume des Serbes, Croates et Slovènes. À cette époque, il fut appelé Ninčićevo. 
Après la Seconde Guerre mondiale, la population germanique quitta le village et des colons venus de Bosnie-Herzégovine s'y installèrent à leur place. Les nouveaux habitants appelèrent le village Međa (la « frontière ») en raison de sa localisation. 
Autrefois, Međa fut le centre administratif d'une municipalité, mais, en 1960, elle fut intégrée dans la municipalité nouvellement créée de Žitište.

## Démographie

### Évolution historique de la population
| 1948  | 1953  | 1961  | 1971  | 1981  | 1991  | 2002  | 2011 |
| ----- | ----- | ----- | ----- | ----- | ----- | ----- | ---- |
| 2 555 | 2 638 | 2 367 | 2 047 | 1 636 | 1 403 | 1 155 | 831  |

|  |

## Anecdote
Les habitants de Međa ont le projet d'élever un monument dédié à l'acteur Johnny Weissmuller, qui, selon certaines sources, serait né à Međa en 1904. En revanche, Szabadfalu (Freidorf), qui fait aujourd'hui partie de Timişoara, revendique aussi sa naissance.

## Personnalités
- L'homme politique Vuk Drašković est né à Međa.
- Le comte János Buttler de Párdány, un aristocrate hongrois, est né à Međa. Le roman de Kálmán Mikszáth Un étrange mariage, est fondé sur l'histoire de sa vie.